# Cassa Rurale ed Artigiana Banca di Credito Cooperativo di Battipaglia e Montecorvino Rovella
BCC Campania Centro Cassa Rurale ed Artigiana è una banca di credito cooperativo italiana ed ha sede legale e amministrativa in piazza Antonio De Curtis 1-2 a Battipaglia (SA). Fa parte del gruppo BCC ICCREA Banca e della federazione campana delle banche di credito cooperativo.

## Storia
La banca è stata fondata a Battipaglia il 10 maggio 1914 con la denominazione Cassa Agraria di Battipaglia.
Nella sua storia la banca si è fusa con altri cinque istituti di credito: Cassa Rurale ed Artigiana di Serre, Cassa Rurale ed Artigiana Santa Regina di Olevano sul Tusciano, la Cassa Rurale ed Artigiana di Giffoni Valle Piana, la BCC di Montecorvino Rovella e la Banca di Salerno Credito Cooperativo. In seguito all'ultima fusione ha assunto la denominazione attuale Il 10 maggio 2014 la banca ha celebrato il suo primo centenario di esistenza.